# Kanton Bouilly
Kanton Bouilly (fr. Canton de Bouilly) byl francouzský kanton v departementu Aube v regionu Champagne-Ardenne. Tvořilo ho 28 obcí. Zrušen byl po reformě kantonů 2014.

## Obce kantonu
- Assenay
- Les Bordes-Aumont
- Bouilly
- Buchères
- Cormost
- Crésantignes
- Fays-la-Chapelle
- Isle-Aumont
- Javernant
- Jeugny
- Lirey
- Longeville-sur-Mogne
- Machy
- Maupas
- Montceaux-lès-Vaudes
- Moussey
- Roncenay
- Saint-Jean-de-Bonneval
- Saint-Léger-près-Troyes
- Saint-Pouange
- Saint-Thibault
- Sommeval
- Souligny
- La Vendue-Mignot
- Villemereuil
- Villery
- Villy-le-Bois
- Villy-le-Maréchal